# Robert Brown (ator)
Robert Brown (Swanage, Dorset, 23 de julho de 1921 — Swanage, 11 de novembro de 2003) foi um ator britânico.

## Vida
Robert James Brown nasceu e morreu na mesma cidade em que seu pai fora timoneiro de um barco salva-vidas. Em 1992, um barco igual foi batizado "Robert Charles Brown" em homenagem a seu pai.
Foi promovido de servo de Roger Moore na série de TV Ivanhoé a seu superior nos filmes de James Bond.
Estudou interpretação na cidade de New York na New School for Social Research's Dramatic Workshop e no American Theater Wing.
Atuou no filme O Terceiro Homem e em cinco filmes de James Bond: The Spy Who Loved Me (como Almirante Hargreaves), Octopussy, A View to a Kill, The Living Daylights e Licence to Kill, entre outros filmes. 
Como curiosidade, o ator Bernard Lee, que foi sua co-estrela em O Terceiro Homem, fez o papel de M nos onze primeiros filmes de James Bond (a décima segunda atuação de Lee no papel seria em For Your Eyes Only, mas como faleceu enquanto se preparava para o papel, M foi retirado do filme (disseram no filme que M estava viajando), deixando espaço para Brown assumir o papel a partir de Octopussy). Depois de License to Kill, o papel começou a ser desempenhado por Judi Dench, que era amiga pessoal e íntima de Bernard Lee, a partir de GoldenEye.
Brown faleceu de câncer em 11 de novembro de 2003, aos 82 anos. deixando sua esposa desde 1955, Rita Becker, e dois filhos.

## Atuação nos filmes deJames Bond
- The Spy Who Loved Me (1977) - Almirante Hargreaves
- Octopussy (1983) - M
- A View to a Kill (1985) - M
- The Living Daylights (1987) - M
- Licence to Kill (1989) - M

## Outros trabalhos
- A Ilha da Fantasia (1984) Série de TV
- Sangue, Suor e Lágrimas (1983) Minissérie
- O Leão do Deserto (1981)
- Passageiros em Perigo (1979)
- Os Titãs Voltam à Luta na Atlântida (1978)
- Um Milhão de Anos Antes de Cristo (1966) - Akhoba
- Operação Crossbow (1965)
- A Máscara da Morte Rubra (1964)
- O Santo (1963-64) Série de TV
- Disneylândia (1963) Série de TV
- Os 300 de Esparta (1962)
- Ben-Hur (1959, não-creditado)
- Ivanhoe (1958-1959, série de TV)
- O Homem Que Nunca Existiu (1956)
- Helena de Tróia (1956)
- The Dark Avenger (1955)
- Ivanhoé, O Vingador do Rei (1952)
- O Terceiro Homem (1949, não-creditado - coincidentemente, Bernard Lee também está neste filme)

## Ligações Externas
- imdb.com